# Farman HF.7
El Farman HF.7 va ser un avió de reconeixement construït a França poc abans de la Primera Guerra Mundial.

## Especificacions
| Característiques generals |
| --- |
| - Tripulació: 2 (pilot i observador) - Longitud: 8,70 m - Envergadura: 12,05 m - Alçada: 3,10 m - Superfície de l'ala: 28 m2 - Pes en buit: 370 kg - Pes màxim a l'enlairament: 560 kg - Planta motriu: 1 × motor Gnome de 7 cilindres refrigerat per aire, 37 kW (50 CV) - Hèlixs: Hèlix impulsor de fusta de pas fix de 2 pales |
| Rendiment |
| - Velocitat màxima: 90 km/h - Càrrega alar: 20,0 kg/m2 - Potència/massa: 0,08 CV/kg |
| Font: Hydroretro. |